# سيمون سلاتفيك
سيمون سلاتفيك (بالنرويجية: Simon Slåttvik) (24 يوليو 1917 - 7 مايو 2001) كان لاعب تزلج نوردي مزدوج (nordic combined) من النرويج. فاز بالميدالية الذهبية في منافسات الفردي في دورة الألعاب الأولمبية الشتوية 1952 في أوسلو.

## روابط خارجية
- سيمون سلاتفيك على موقع الاتحاد الدولي للتزلج (التزلج النوردي المزدوج) (الإنجليزية)
- سيمون سلاتفيك على موقع أوليمبيديا (الإنجليزية)